# Terezino Polje
Terezino Polje – wieś w Chorwacji, w żupanii virowiticko-podrawskiej, w gminie Lukač. W 2011 roku liczyła 269 mieszkańców.